# Papez-Kreis
Der Papez-Kreis ist eine 1937 von James W. Papez entwickelte Theorie, die erstmals eine neurofunktionelle Erklärung zunächst nur für das Entstehen von Emotionen versuchte, erst später dann als wichtigste Grundlage für das Konsolidieren erlernter Gedächtnisinhalte aus dem Kurz- in das Langzeitgedächtnis erkannt wurde. In diesem Konzept nimmt das Corpus mamillare die zentrale Rolle ein. 1949 korrigierte Paul MacLean Papez' Ideen und führte den Begriff des Limbischen Systems ein.

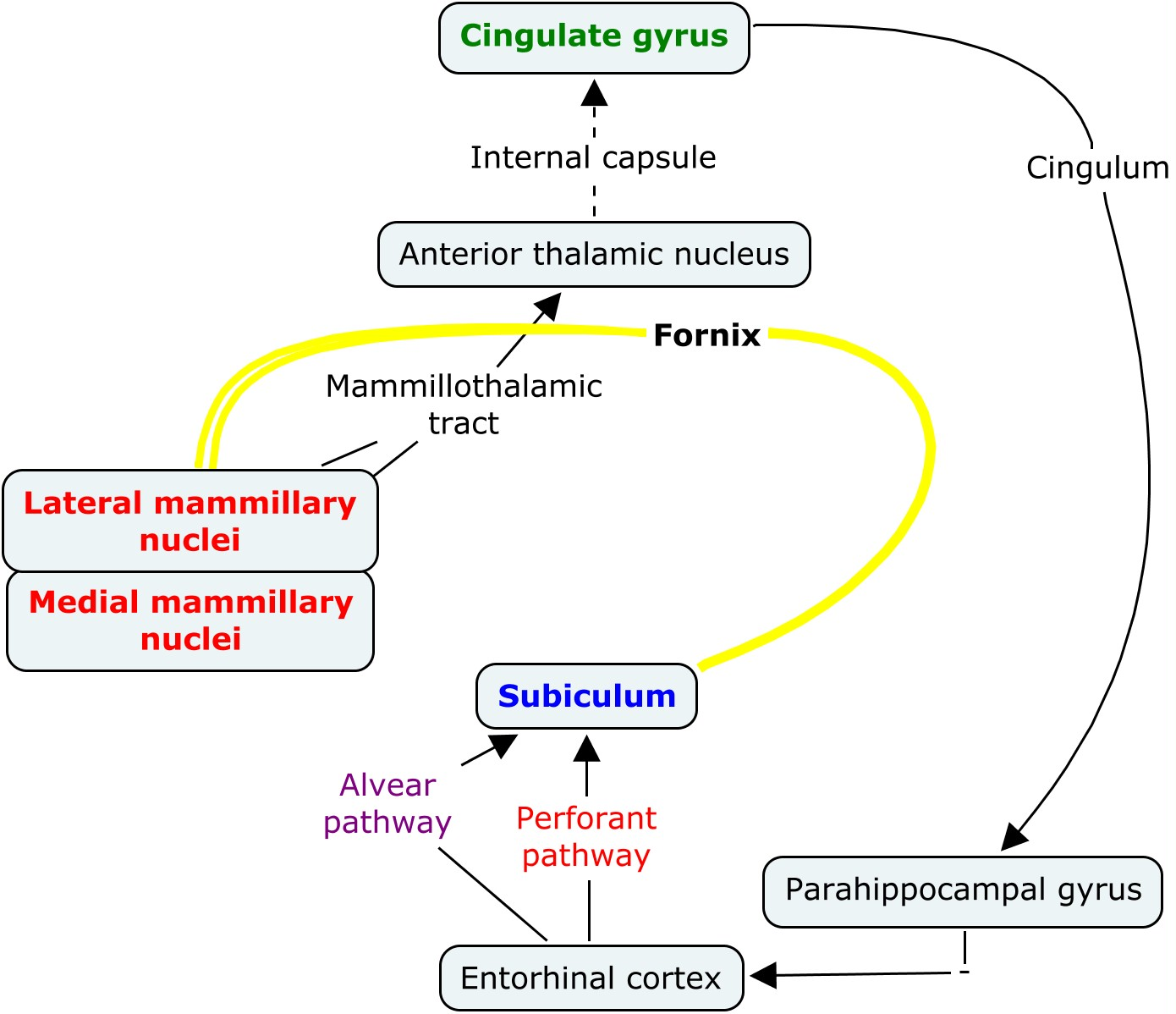
Papez-Jakob-Kreis, funktional-schematische Darstellung

Beim Papez-Kreis handelt es sich um eine Kette von Neuronen mit dem folgenden Verlauf:
- Der Hippocampus projiziert ausgehend von seinen Bestandteilen Gyrus dentatus und Subiculum über den Fornix in das Corpus mamillare.
- Von hier projizieren die Neurone über den Fasciculus mamillothalamicus (auch „Vicq-d'Azyr-Bündel“ genannt) in die Nuclei anteriores thalami, und von dort über den Tractus thalamocingularis zum Gyrus cinguli.
- Über einen tief im Gyrus cinguli befindlichen Fasertrakt, das Cingulum, geht es zur Area entorhinalis im Gyrus parahippocampalis und über den Tractus perforans zurück zum Hippocampus, womit der Kreis geschlossen ist.

Obwohl nur ein Bruchteil der Fasern aus dem Hippocampus zu diesem zurückkehrt, ist die Schleife bündig.
Diese Schleife wird vom Neocortex reguliert, der bidirektional mit der Rinde des Gyrus cinguli verbunden ist. Dadurch kann es zum Abrufen von bereits gespeicherten und zum Abspeichern neuer Informationen kommen. Im Neocortex wird zudem der Emotion eine persönliche Farbe gegeben und sie somit unbewusst bewertet.
Der Neuronenkreis dient der Aufrechterhaltung von rezenten Gedächtnisinhalten, wodurch das Primär- in das Sekundär- respektive Tertiärgedächtnis befördert wird. Ausfälle, bereits einzelner Teile eines der Glieder dieses Kreises (Gyrus parahippocampalis, Hippocampus, Fornix, Corpora mamillaria, anteriorer Kern des Thalamus) bewirken eine anterograde Amnesie, bei erhaltenem Langzeitgedächtnis.